# Igoma (Mbeya)
Igoma ist ein Verwaltungsbezirk (Ward) des Distrikts Mbeya in der gleichnamigen tansanischen Region Mbeya.

## Geografie
Igoma liegt im Südwesten von Tansania etwa 25 Kilometer südöstlich der Regionshauptstadt Mbeya und östlich vom Ngozi. Die Fläche beträgt 42 Quadratkilometer und bei der Volkszählung 2022 lebten hier 6172 Menschen in 1736 Haushalten.

## Gliederung
Der Bezirk besteht aus drei Gemeinden (Mtaa) mit 14 Orten (Kitongoji):
| Igoma - Nzumba - Maendeleo - Igoma Kati - Ikeka - Matwalani - Mjimwema | Kimondo - Ramani - Mlangoni - Mwasinga - Mwandenga - Ofisini | Mwanzazi - Tunyanyine - Lundalawe - Mwanganga |

## Wirtschaft und Infrastruktur
- Gesundheit: Im Bezirk befinden sich zwei Apotheken, eine in Igoma[6] und eine in Kimondo.[7]